# Hêzên Parastina Gel
Las Fuerzas de Defensa Popular o HPG (en kurdo Hêzên Parastina Gel) se trata de un movimiento guerrillero fundado el año 2002 por el Partido de los Trabajadores de Kurdistán. Es heredero de Halk Savunma Gucleri (Fuerzas de Defensa del Pueblo) que a su vez sucedían el Artêsa Rizgariya Gêle Kurdistan (Ejército de Liberación Popular del Kurdistán). En el momento de su fundación mantuvo el alto el fuego de su predecesor. Sin embargo en junio de 2004 lo rompió argumentando la falta de voluntad del Estado turco para negociar. Pese a un breve alto el fuego en agosto de 2005 se enfrentó a las fuerzas de seguridad turcas hasta el octubre de 2006 cuando decretó un nuevo cese de las hostilidades. Sin embargo estas se retomaron a finales de 2007. Entre enero de 2009 y mayo de 2010 decretó otro alto el fuego. Entre agosto de 2010 y febrero de 2011 realizó un nuevo intento negociador no consiguiendo ninguno de sus objetivos políticos. Siguiendo la recomendación de Abdullah Ocalan el 21 de marzo de 2013 anunció otro alto el fuego aunque en setiembre del mismo año, pese a mantener el alto el fuego, suspendió su repliegue.  Tiene sus bases principales en los montes Qandil, en el Kurdistán iraquí.
- Datos: Q978829